# جیمز اس. سی. چائو
جیمز سی-چنگ چائو (James Si-Cheng Chao) (زادهٔ ۲۹ دسامبر ۱۹۲۷)، تاجر چینی-آمریکایی است. وی مؤسس یک شرکت حمل‌ونقل دریایی، تجاری و سرمایه‌گذاری مالی در نیویورک به نام گروه فورموست است. او پدر ایلین چائو و پدر همسر سناتور میچ مکانل است. بورسیهٔ تحصیلی جیمز اس. سی. چائو به افتخار وی نام‌گذاری شده‌است.

## اوایل زندگی، تحصیلات
چائو در ۲۹ دسامبر ۱۹۲۷ در روستایی کوچک به‌نام مالو واقع در بخش ژیادینگ (شهر ژیادینگ کنونی) خارج از شانگهای در جمهوری خلق چین دیده به جهان گشود. پدرش ای رن چائو، مدیر مدرسهٔ ابتدایی و مادرش یو چین سو چائو بودند. هر دو کشاورزانی بودند که تحصیل و آموزش را ارج می‌نهادند.
چائو در دانشگاه‌های نزدیک شانگهای ازجمله دانشگاه جیائو تونگ شانگهای (دانشگاه ملی چیائو تونگ سابق) و کالج دریایی بازرگانی ووسانگ، تحصیل کرد. وی دانش‌آموختهٔ رشتهٔ ناوبری از کالج دریایی بازرگانی ووسانگ است. او تحصیلات خود را در سال ۱۹۴۹ به پایان رساند و سپس به‌عنوان دانشجوی افسری در کشتی تجاری فعالیت کرد. در زمان اوج جنگ داخلی چین، کشتی چائو به‌سمت تایوان رفت و در همان‌جا باقی ماند.

## حرفه
در اواسط دههٔ ۱۹۵۰، چائو در ۲۹ سالگی با ارتقای درجه به جوان‌ترین ناخدای کشتی تبدیل شد. در سال ۱۹۵۸، او به ایالات متحده آمریکا مهاجرت نمود و در همان سال در نیویورک ساکن شد. در سال ۱۹۶۴، چائو موفق به دریافت مدرک کارشناسی ارشد در رشتهٔ مدیریت از دانشگاه سنت‌جان (نیویورک) شد.

### گروه فورموست
در سال ۱۹۶۴، چائو پس از دریافت مدرک مدیریت بازرگانی، گروه فورموست، شرکت حمل‌ونقل دریایی، تجاری و سرمایه‌گذاری مالی مستقر در نیویورک را تأسیس کرد. او صنعت بین‌المللی کشتی‌رانی را به‌سمت سبزتر بودن سوق داد. بدان معنا که طراحی و فناوری کشتی‌های جدید و بعضی از بزرگ‌ترین کشتی‌های فله‌بر با محیط‌زیست سازگارتر شوند. در سال ۲۰۰۴، چائو به پاس خدمات طولانی‌مدت و تعهدش به صنعت تجارت بین‌المللی دریایی، وارد تالار مشاهیر بین‌المللی دریایی در سازمان ملل متحد شد.

### جنجال ایلین چائو
ایلین، دختر چائو، وزیر حمل و نقل دولت دونالد ترامپ بود. در آن زمان، او مدام از نفوذ و قدرتش در این وزارت‌خانه برای ارتقای تجارت کشتی‌رانی خانوادگی خود بهره می‌برد. برای مثال، ایلین در بسیاری از مصاحبه‌های پدرش، همراه وی بود و از کارکنان وزارت راه و ترابری خواسته بود تا زندگی‌نامه و دستاوردهای پدرش را تبلیغ کنند. در دسامبر ۲۰۲۰، بازرس کل وزارت حمل‌ونقل از وزارت دادگستری دولت وقت ترامپ خواست تا تحقیقات کیفری در مورد چائو لحاظ کند، اما وزارت دادگستری نپذیرفت. در چهارم مارس سال ۲۰۲۱، بازرس کل وزارت راه و ترابری افشا کرد که چائو به کارکنان خود در وزارت راه و ترابری دستور داده تا مقالهٔ ویکی‌پدیا در مورد پدرش را ویرایش کنند.

## زندگی شخصی
چائو همسر آیندهٔ خود، روث مولان چو چائو، را زمانی ملاقات کرد که روث و خانواده‌اش در جنگ جهانی دوم از املاک اجدادی خود در ولایت/استان آنهوی به شانگهای نقل‌مکان کرده بودند. در سال ۱۹۴۹، هرکدام جداگانه در اوج جنگ داخلی چین به تایوان رفته بودند. آن‌ها در سال ۱۹۵۰ با یکدیگر ازدواج کردند. چائو در سال ۱۹۵۸ همسر هفت‌ماهه باردار و دو کودک خود را ترک کرد و به ایالات متحده آمریکا مهاجرت نمود. سه سال بعد یعنی در سال ۱۹۶۱، آن‌ها نیز به وی در آمریکا پیوستند. روث مولان چو چائو در ۲ اوت سال ۲۰۰۷ چشم از جهان فروبست. چائو شش دختر به نام‌های ایلین، ژانت، می، کریستین، گریس و آنجلا دارد. او همچنین شش نوه دارد که سه نوهٔ او ناتنی بوده و مربوط به ازدواج ایلین با میچ مکانل می‌شود.
بزرگ‌ترین دختر چائو، ایلین است که اولین زن آمریکایی با اصالت آسیا - اقیانوسیه محسوب می‌شود که وارد کابینهٔ یک رئیس‌جمهور در آمریکا شده‌است. او میان سال‌های ۲۰۰۱ تا ۲۰۰۹ به‌عنوان وزیر کار و میان سال‌های ۲۰۱۷ تا ۲۰۲۱ به‌عنوان وزیر راه و ترابری در دولت فعالیت می‌کرد. ایلین با میچ مکانل، رهبر اقلیت مجلس سنا، ازدواج کرده‌است.
چائو و همسرش در سال ۱۹۸۴، بنیاد روث مولان چو چائو را راه‌اندازی کردند. هدف این بنیاد اهدای کمک‌هزینهٔ تحصیلی به دانشجویان در آمریکا و چین برای ورود به تحصیلات تکمیلی و همچنین ترویج تبادلات فرهنگی میان چین و آمریکا بود. در اکتبر ۲۰۱۲، دانشگاه هاروارد اعلام کرد که بنیاد چائو و خانواده‌اش ۴۰ میلیون دلار به دانشگاه بازرگانی هاروارد برای ساخت مرکز روث مولان چو چائو و تأسیس صندوق کمک‌هزینهٔ خانوادهٔ روث مولان چو و جیمز سی چنگ چائو کمک مالی کرده‌است. این مرکز به آموزش اجرایی (اداری) اختصاص دارد و اولین ساختمانی در اچ‌بی‌اس بوده که مزین به نام یک زن و نام‌خانوادگی آسیایی است.
در سال ۱۹۹۲، چائو مدرک دکترای افتخاری حقوق از دانشگاه نیاگارا دریافت کرد. چائو اولین برندهٔ جایزهٔ یک عمر دستاورد برجستهٔ انجمن علمی و حرفه‌ای چینی آمریکایی در سال ۲۰۰۴ است. همچنین وی جایزهٔ مدال شجاعت الیس آیلند را در سال ۲۰۰۵ دریافت کرد. وزارت امنیت داخلی، خدمات شهروندی و مهاجرت ایالات متحده او را در فوریه ۲۰۰۸ به‌عنوان یک آمریکایی شاخص انتخاب کرد.
در سال ۲۰۰۹، چائو وارد انجمن آمریکایی‌های شاخص هوراسیو الجر شد. همچنین کالج نیاک به وی دکترای افتخاری عالی ادبی اعطا کرد. در سال ۲۰۱۰، موزهٔ چینی‌ها در آمریکا با راه‌اندازی جایزهٔ دستاورد برجستهٔ خود برای خانوادهٔ چائو، از او تقدیر کرد؛ نخستین‌بار در تاریخ ۱۳۰سالهٔ این موزه بود، که چنین افتخاری نصیب یک نفر می‌شد.
چائو چندین دهه، استاد حق‌التدریسی، استاد راهنما وعضو هیئت امنای دانشگاه سنت‌جان بود و مدال افتخار این دانشگاه را نیز دریافت کرد. او همچنین به‌عنوان هیئت امنای بازنشسته به کار خود ادامه می‌دهد.
چائو به‌مدت بیش از یک دهه میان سال‌های ۱۹۸۸ تا ۱۹۹۹، رئیس انجمن فارغ‌التحصیلان دانشگاه چیائو تونگ تایوان در آمریکا و بنیاد فارغ‌التحصیلان دانشگاه چیائو تونگ آمریکا بود.